# Margareta Ebner

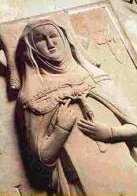
Margareta Ebners grav i Maria Medingen.

Margareta Ebner, född omkring 1291, död 20 juni 1351, var en tysk nunna inom dominikanorden.
Margareta Ebner dog i klostret Maria Medingen vid Dillingen an der Donau. I äldre källor framställdes hon ofta felaktigt som syster till Christine Ebner. Ebner var liksom denna visionär, hennes uppenbarelser och brevväxling med den tyske mystikern Henrik av Nördligen utgavs av Philipp Strauch (Margareta Ebner und Heinrich von Nördlingen, 1882). Denna brevväxling anses vara den äldsta bevarade på tyskt område.